# Ludwig Engelhardt
Ludwig Engelhardt   (Saalfeld, 18 d'agost de 1924 - Berlín, 18 de gener de 2001) va ser un escultor alemany.

## Biografia
Engelhardt va créixer a Saalfeld en una família de comerciants. El 25 de gener de 1943 va sol·licitar l'ingrés al Partit Nacionalsocialista Alemany dels Treballadors i va ser admès retroactivament l'1 de setembre de 1942 (número de militant 9.377.678). Va participar en la Segona Guerra Mundial com a membre de la Wehrmacht i va ser fet presoner pels Exèrcit dels Estats Units d'Amèrica el 1945 quan era tinent. Després del seu alliberament a la zona d'ocupació soviètica, va ser traslladat a un campament al Caucas per a realitzar treballs forçats.
Va tornar a Saalfeld el 1948 i es va formar com a ebenista. De 1951 a 1956 va estudiar escultura amb Heinrich Drake a la Berlin-Weißensee School of Art (KHS). De 1957 a 1959 va ser alumne de Heinrich Drake a l'Acadèmia Alemanya de les Arts (DAK) i de 1959 a 1964 va treballar a la KHS. El 1972 esdevingué membre titular de la DAK.

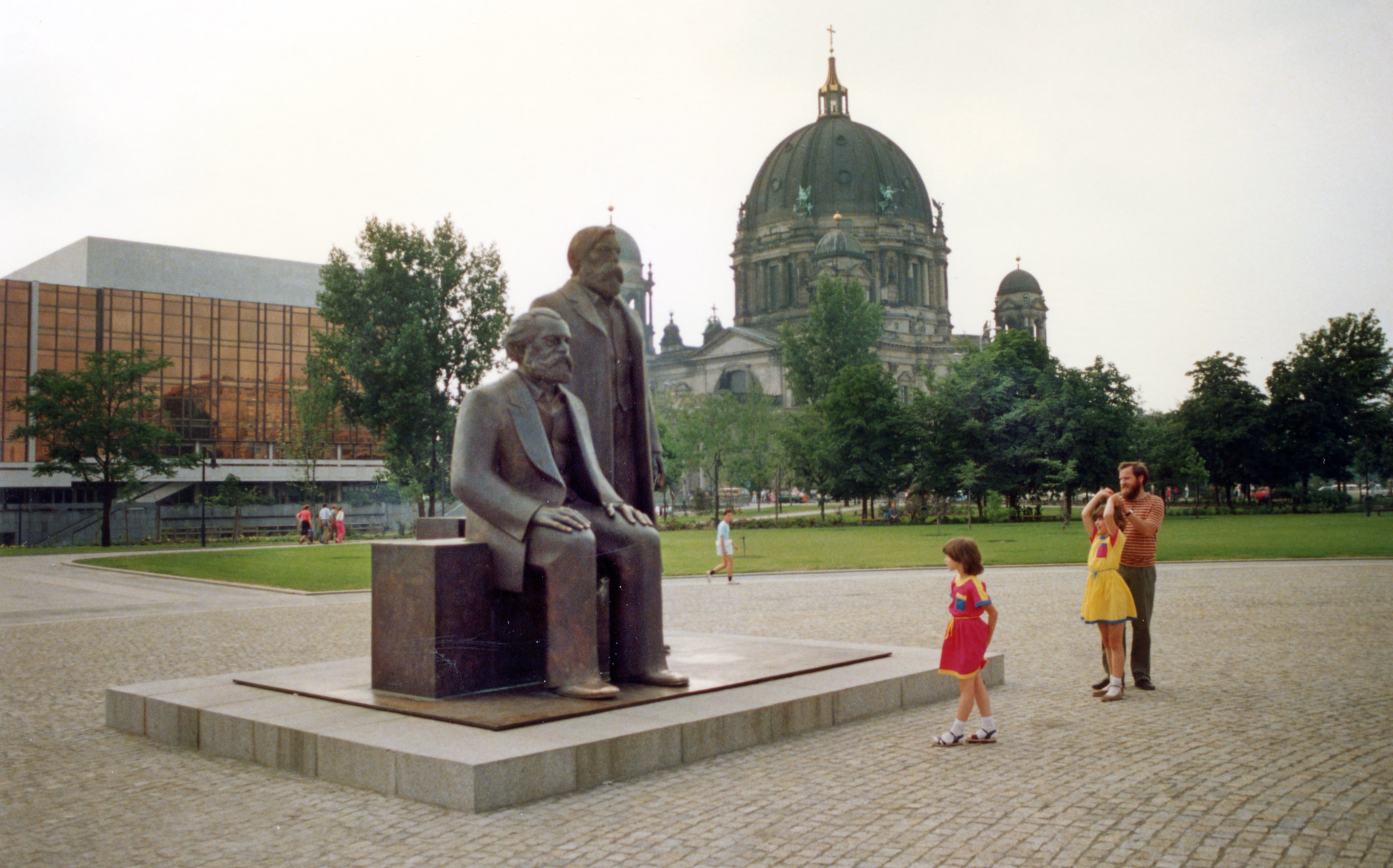
Grup escultòric Karl Marx i Friedrich Engels el 1986

Des de mitjans de la dècada del 1960, Engelhardt va viure i treballar principalment a Usedom, on també va crear el grup escultòric Karl Marx i Friedrich Engels per al Marx-Engels-Fòrum de Berlín-Mitte. Al llarg de la seva vida, va realitzar nombroses exposicions individuals tant a la República Democràtica Alemanya com a l'estranger.